# 瓦利鎮區 (堪薩斯州金曼縣)
瓦利鎮區（英語：Valley Township）為美國堪薩斯州金曼縣轄下的鎮區。2010年美国人口普查中此鎮區人口有100人。

## 地理
瓦利鎮區涵蓋總面積為93.8平方（36.21平方英里），其中陸地面積為93.7平方（36.16平方英里），水域面積為0.13平方（0.05平方英里）或0.14%。海拔高度457（1,499英尺）。

## 人口統計
根據2010年美國人口普查，瓦利鎮區人口有100人，其中男性有56人，女性有44人，人口密度為每平方公里1.07人，住房計78戶。鎮區內的白人有97人，非裔美國人有0人，美洲原住民有0人，亞裔美國人有1人，太平洋島裔美國人有0人，其他種族有0人，混血種族則有2人。此外鎮區內有3人為西班牙裔或拉丁裔美國人。此鎮區之年齡中位數為48.0歲，而男性年齡中位數為50.0歲，女性年齡中位數為42.5歲。

## 交通

### 主要公路
- 14號堪薩斯州州道
- 42號堪薩斯州州道